# セリーヌ (ファッションブランド)

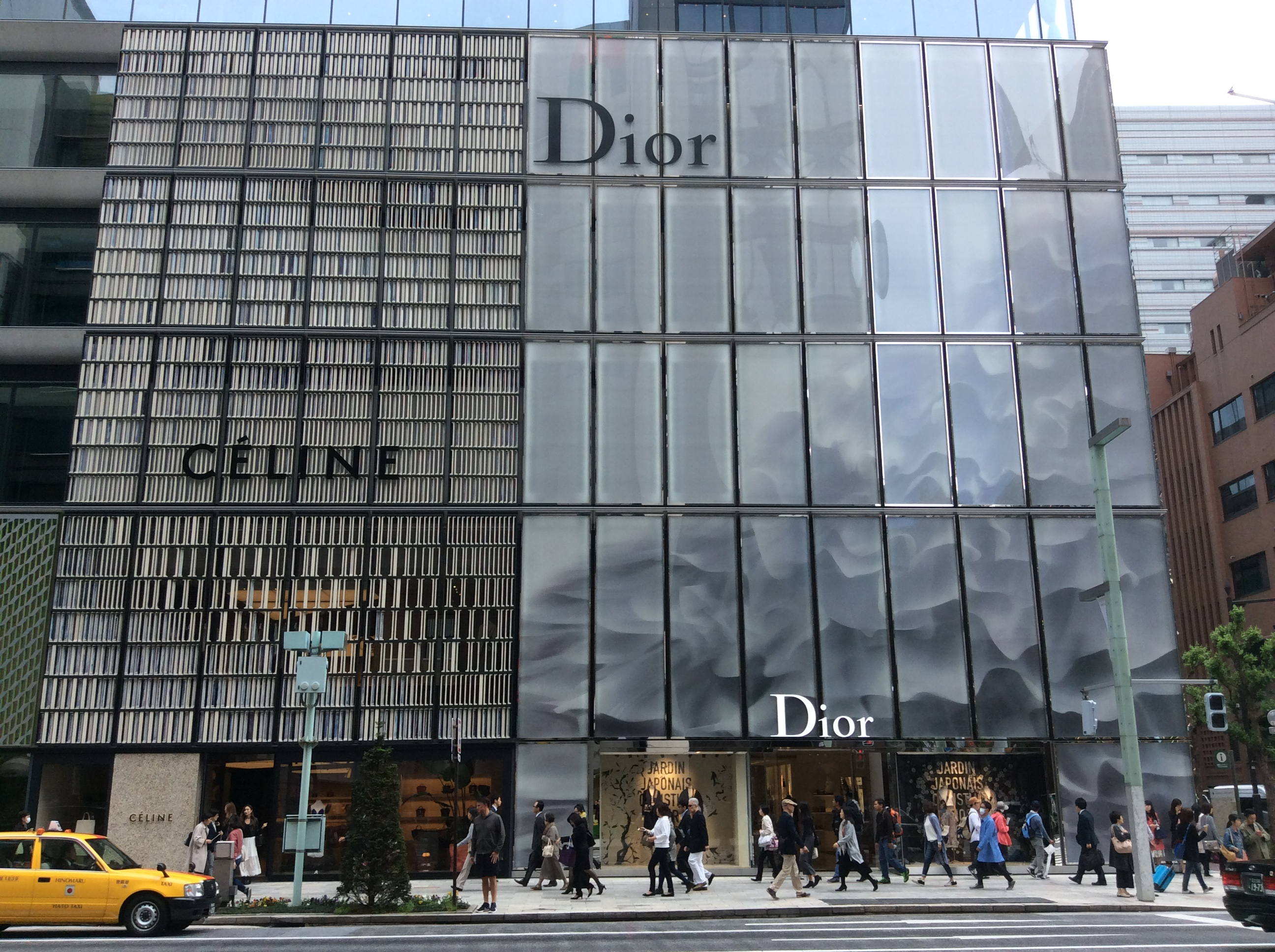
CELINE GINZA SIX店（2017年4月27日撮影）

セリーヌ（CELINE）とは、フランス・パリに本拠地を置き、世界各国で展開されているファッションブランドである。LVMHグループに属する。

## 概要
1945年セリーヌ・ヴィピアナ (Céline Vipiana) によりパリ11区マルトゥ通り (fr) 52番地で創業。初期は子供向けの高級靴を主に製造しており、1960年代以降成人女性向けの服、バッグ、アクセサリーなどにも進出した。1967年からプレタポルテ (Ready to wear) コレクションを開始した。
1996年にLVMHグループの一員となる。1997年にチーフデザイナーとしてマイケル・コースを迎え入れ、これ以降世界的名門ブランドとして認知されている。本店は8区モンテーニュ大通り (fr) 36番地（のちに53番地）。2014年から本社を2区ヴィヴィエンヌ通り (fr) 16番地にある歴史的記念物コルベール・ド・トルスィー館（テュブフ館の一部, fr）に置いている。
2015年時点でのチーフデザイナーはフィービー・フィロ。
2019年春夏より、エディ・スリマンが新たに就任。

### チーフデザイナー
- セリーヌ・ヴィピアナ
- マイケル・コース[5]
- ロベルト・メニケッティ[5]
- イヴァナ・オマジック[5]
- フィービー・フィロ（英語版）[5]
- エディ・スリマン

### 日本での展開
東京都港区南青山にセリーヌ・ジャパン本社事務所を置き、ここを販売・プロモーションの拠点としている。日本では、バッグや財布、靴などの小物がよく知られ、シャネル、バレンシアガなどと並んで、国内外の芸能人スナップ記事で度々目にするブランドとして認識されている。本社直営店のほか、セレクトショップでの商品取り扱いも数多い。
2010年の日本国内のファッションブランド人気度ランキングは、衣料品部門で17位。バッグ部門では9位、特に40代・50代では8位となっている。
取引広告代理店はADKマインドシェア。
1984年にはブリヂストンがセリーヌ社の許可を得て同ブランドの自転車を限定製造した。特にハンドルなどを金メッキした最上位モデル「シルエットセリーヌ SECL-27」は30台限定・30万円で販売された。この自転車はドラマ『古畑任三郎』で主役の田村正和が乗ったことで話題となった。